# アントン・ロマコ
アントン・ロマコ（ドイツ語: Anton Romako、1832年10月20日 - 1889年3月8日）は、オーストリア＝ハンガリー帝国の画家。

## 生涯
現在はウィーンの一部であるアツガースドルフで生まれた。ヨーゼフ・レッパーという家具製造の工場主とその家政婦、エリザベト・マリア・アンナ・ロマコ（Elisabeth Maria Anna Romako、姓はRhomako、Romakho、Hromádkoともされる。）の婚外子として生まれた。生家は代々チェコの高級家具職人であった。母親からの姓をチェコ流に呼ぶと、「ロマコ」ではなく「フロマートコ Hromádko」である。ウィーンでフェルディナント・ゲオルク・ヴァルトミュラーとカール・ラールに師事した。その後、修行のためにイタリアとスペインに行き、フランシスコ・デ・ゴヤの影響を強く受けた。
長年ローマで活躍していた。妻に逃げられ、1876年にウィーンに戻ってきたが、祖国では評価されなかった。注文の多くは時代の寵児であったハンス・マカルトのもとに持ち込まれてしまうため、ロマコにはあまり仕事が回ってこなかった。ロマコは筆が早く、肖像画を描いて何とか生計を立てた。
ロマコの最期は自然な病死だったが、自殺という噂も立った。

## 評価と作風
今日では、19世紀後半のオーストリア画家の中で、最も技量に優れていたと評価されている。ロマコの肖像画は、モデルの特徴を的確に捉えたものであった。
ロマコの最も有名な作品は、おそらく『リッサ海戦のテゲトフ提督』である。これは、海戦の激しさが生々しく描かれている点で画期的であった。『リッサ海戦のテゲトフ提督』のように、瞬間性とバロック的な激しい動きを結び付けたロマコの絵画は、マカルトのものよりも芸術としての長い生命を持っている。

## ギャラリー

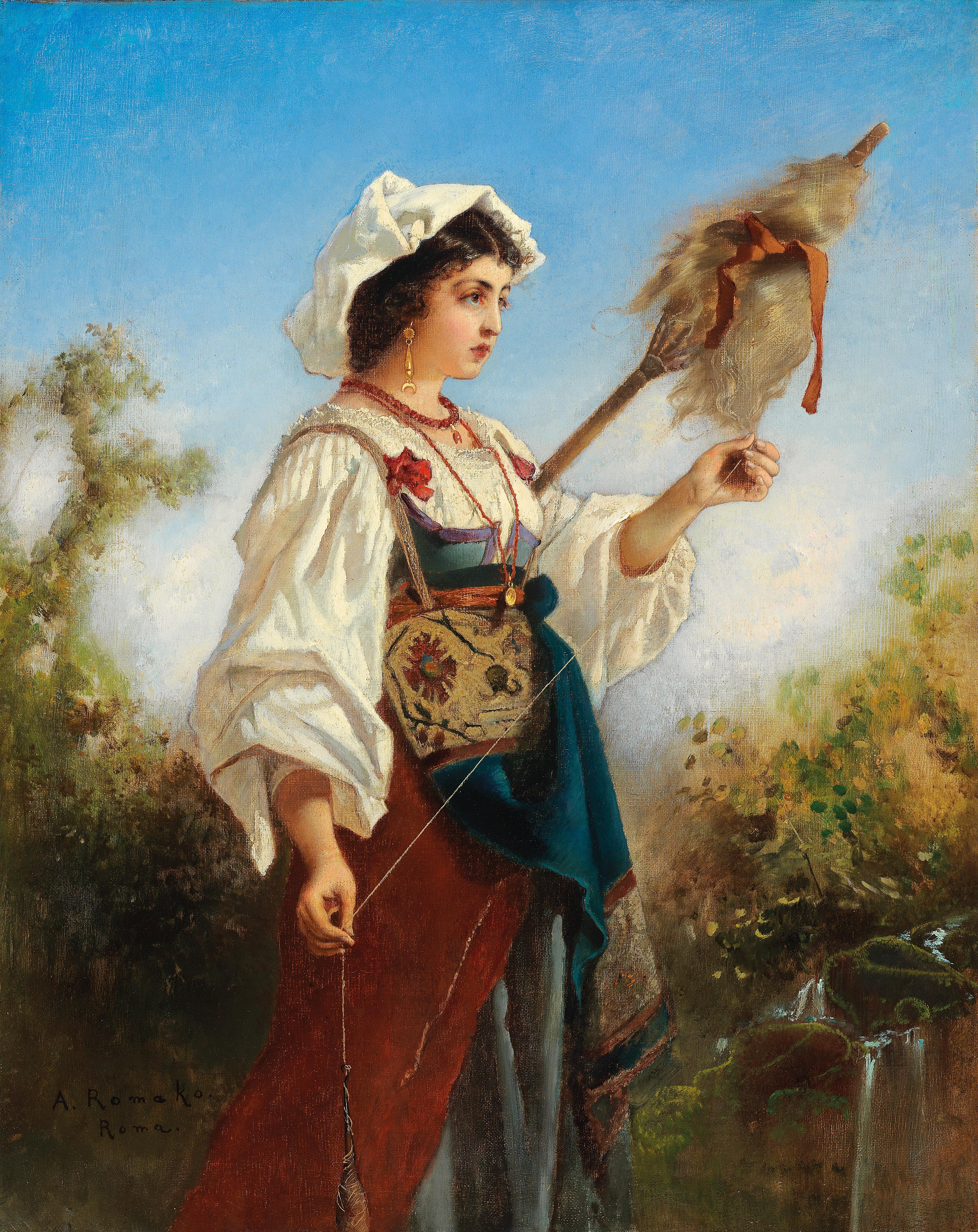
『ローマン・スピナー』（Römische Spinnerin）
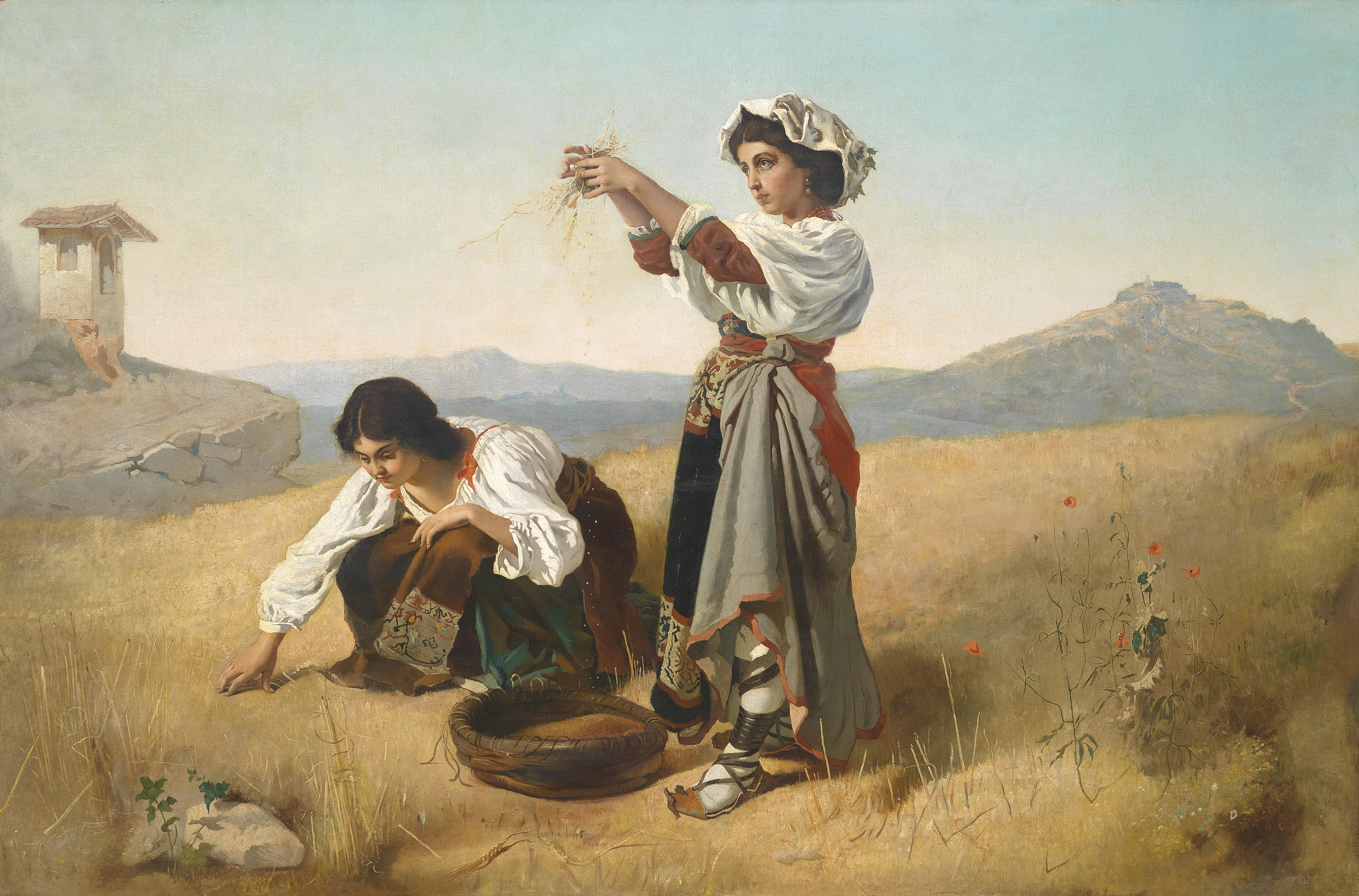
『落穂拾い』（Nach der Ernte）
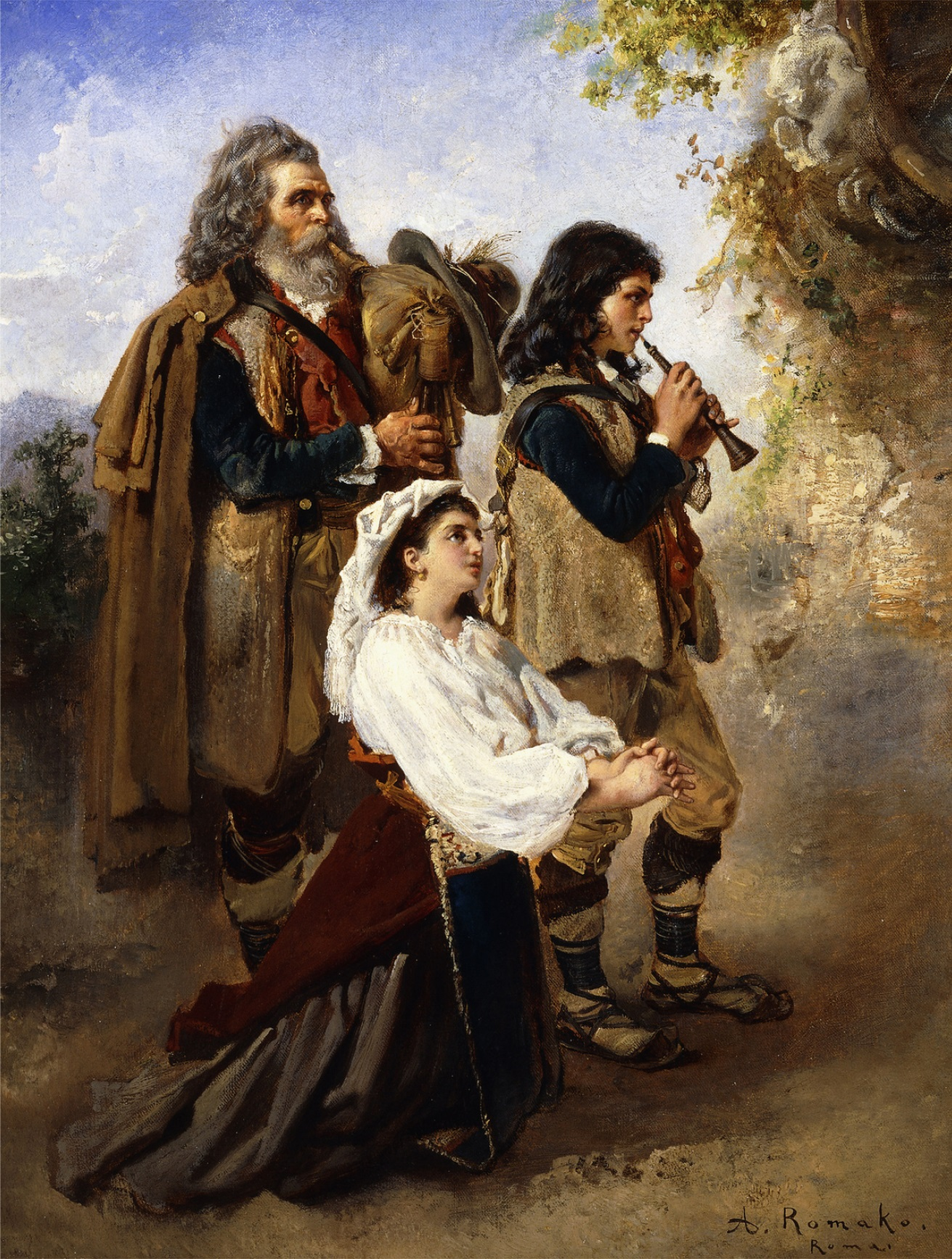
『祭壇の前のピッフェラーリ』（Pifferari before an altar）
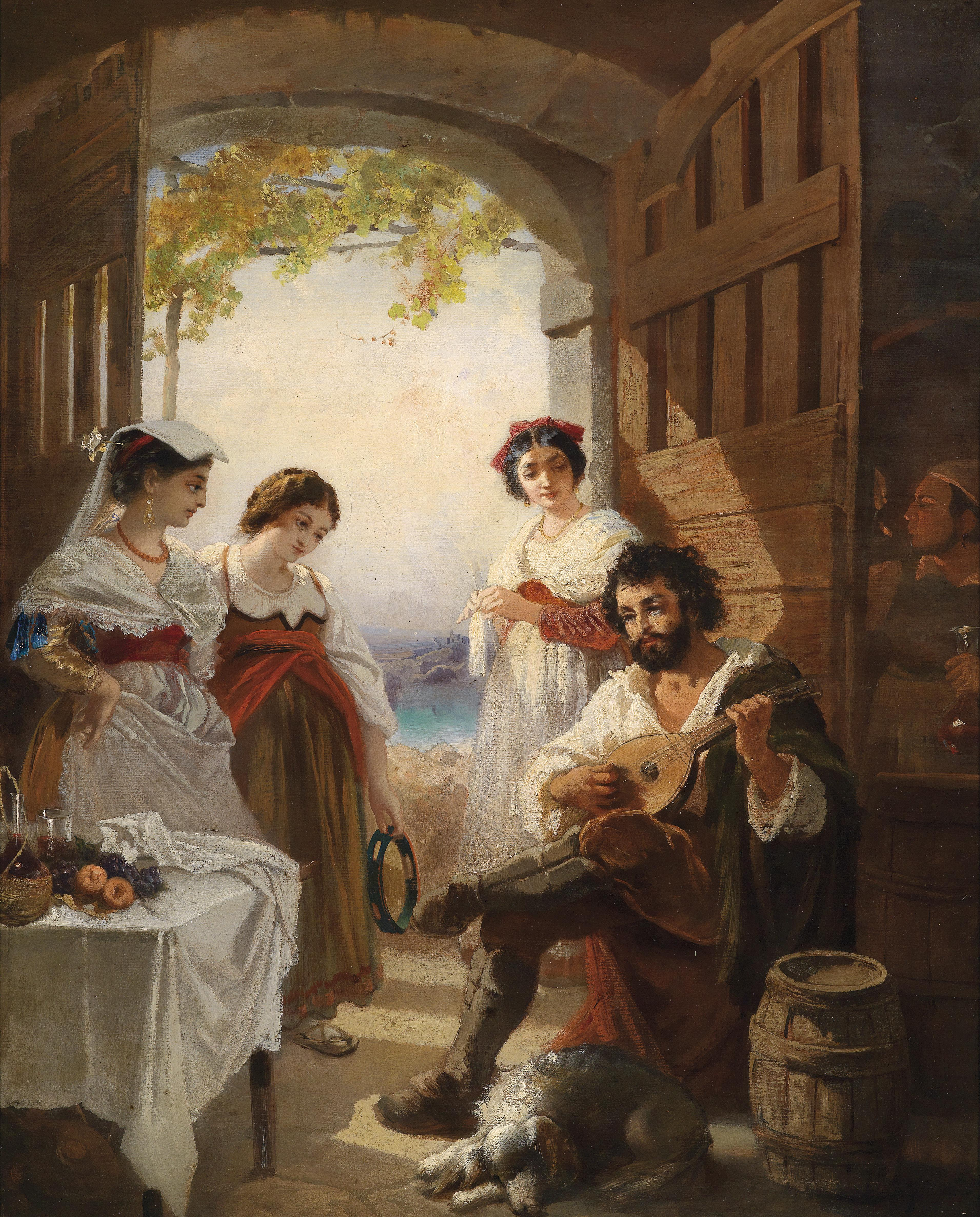
『ナポリの酒場』（Neapolitanische Schenke）
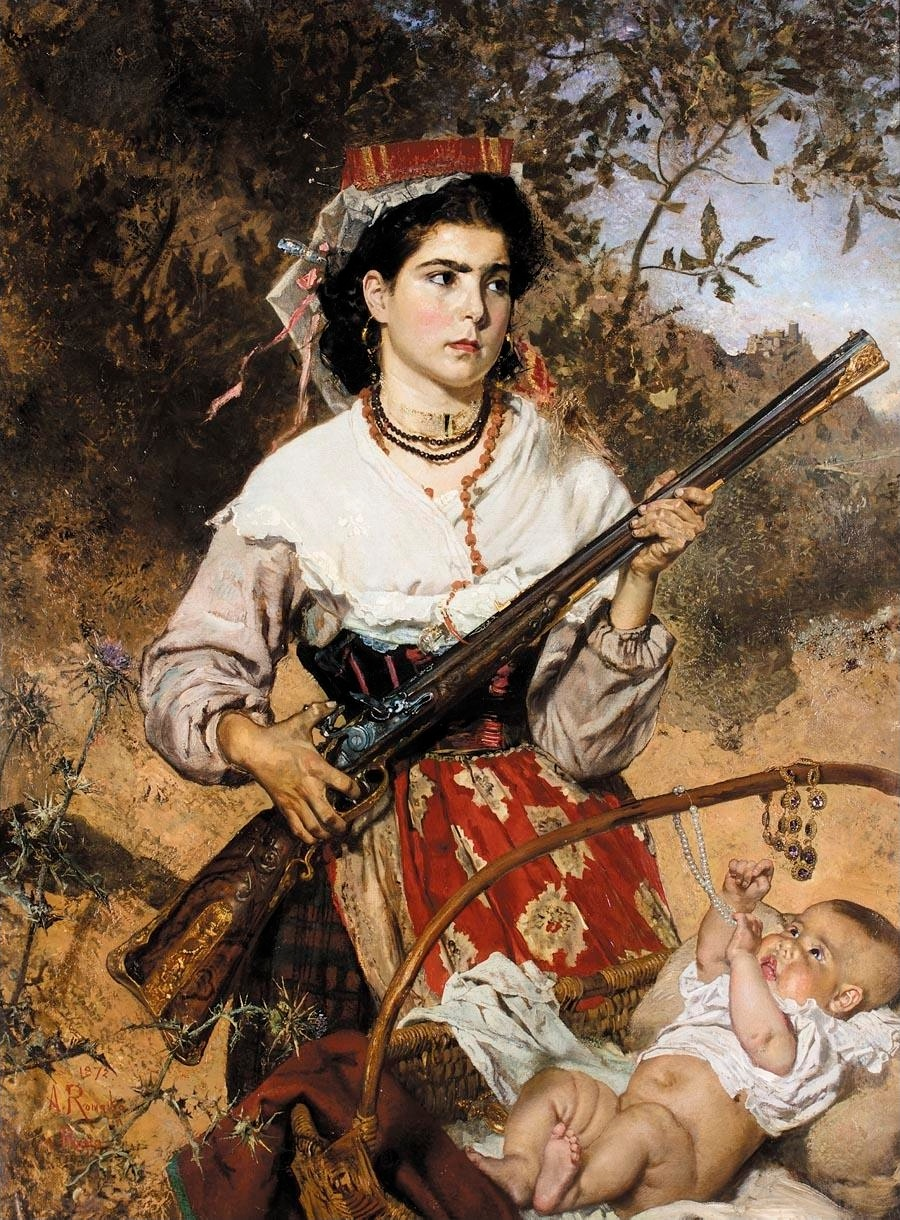
『ブリガンドの妻』（Die Brigantessa）1872年
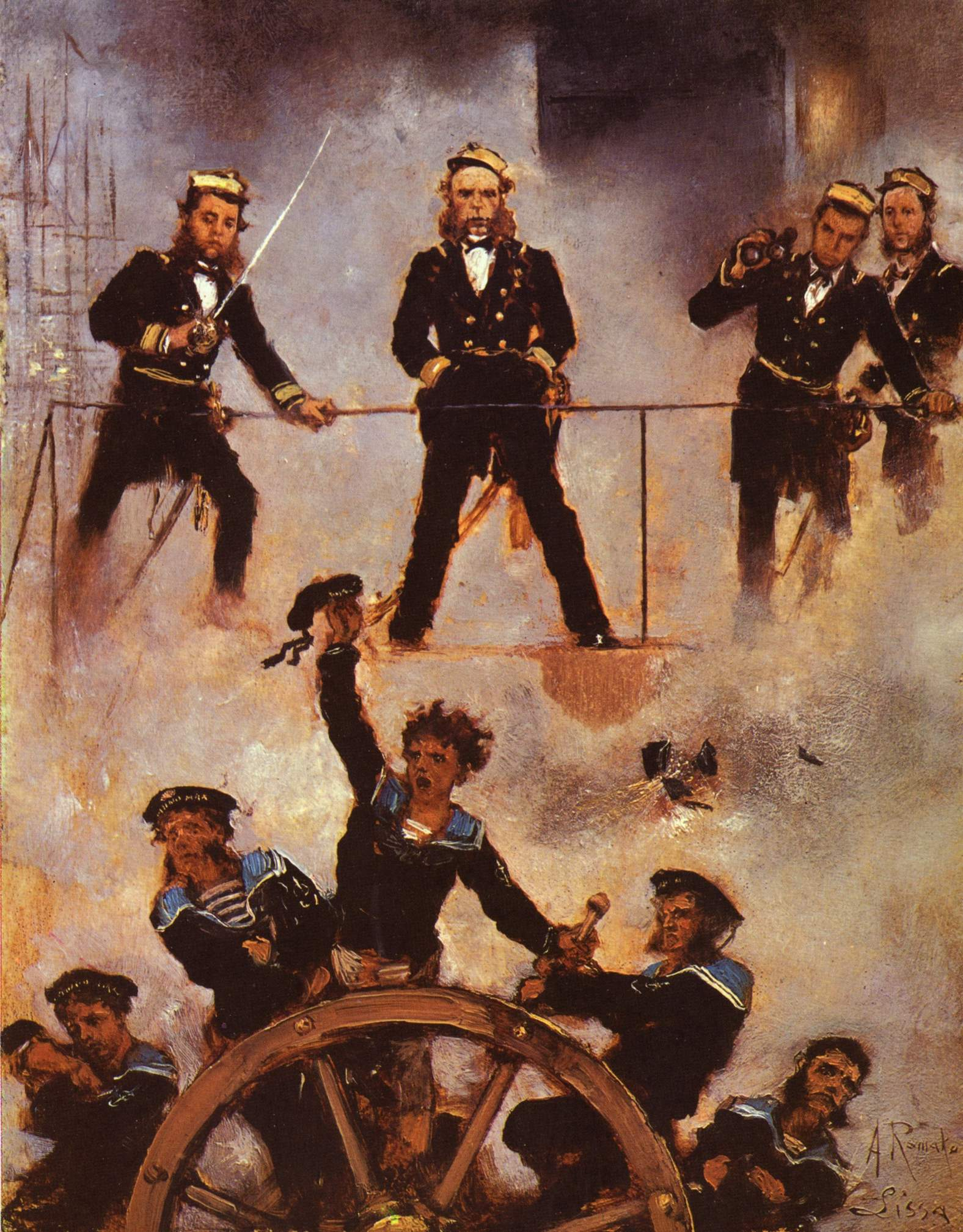
『リッサ海戦のテゲトフ提督』（Admiral Tegetthoff in der Seeschlacht bei Lissa II）1878-1880年
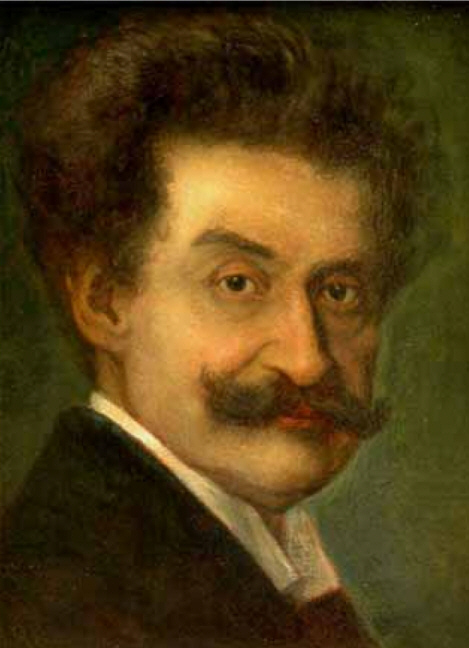
ヨハン・シュトラウス2世の肖像画（Bildnis Johann Strauß）1880年頃
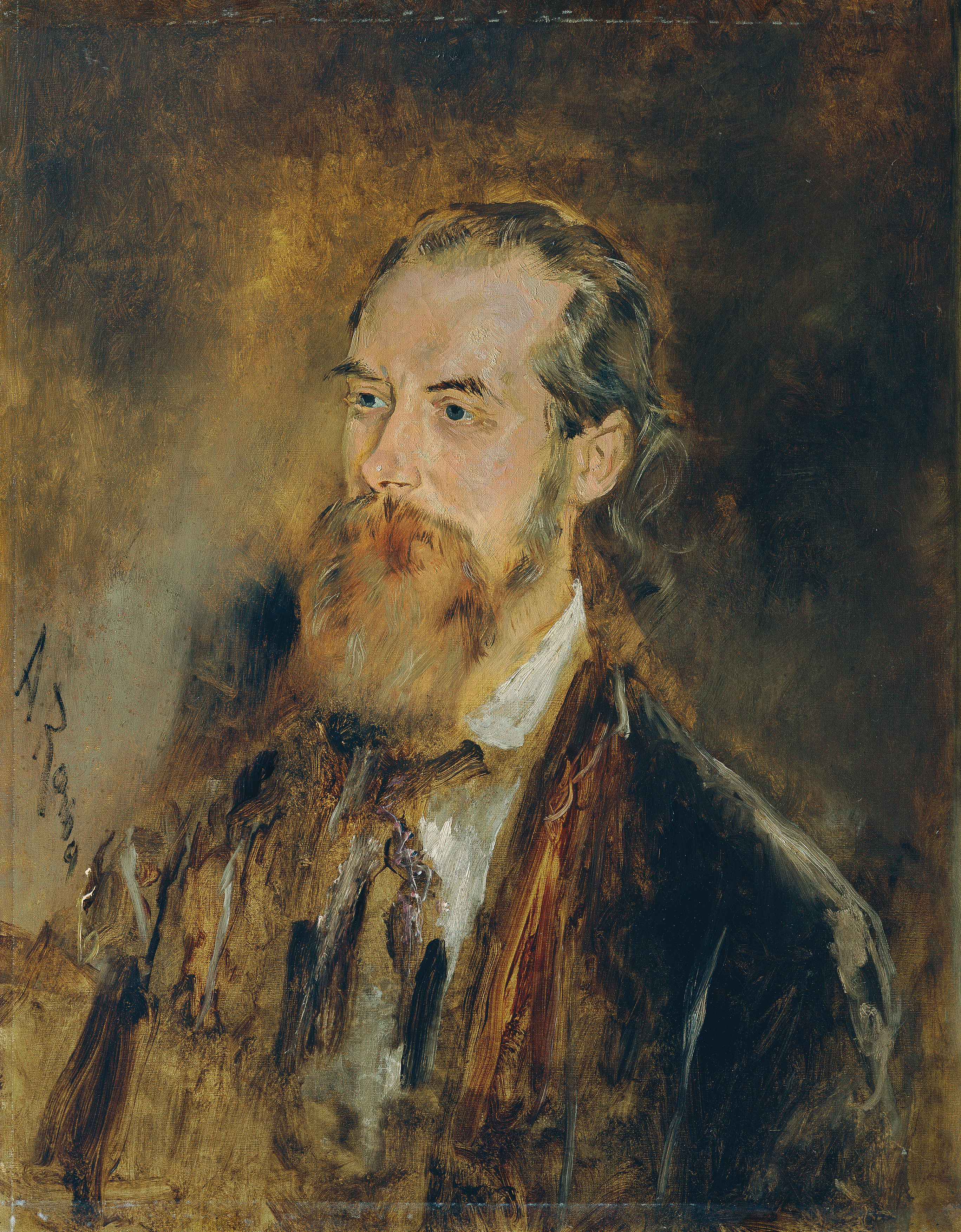
カール・ライヒェルトの肖像画　1873年-1876年
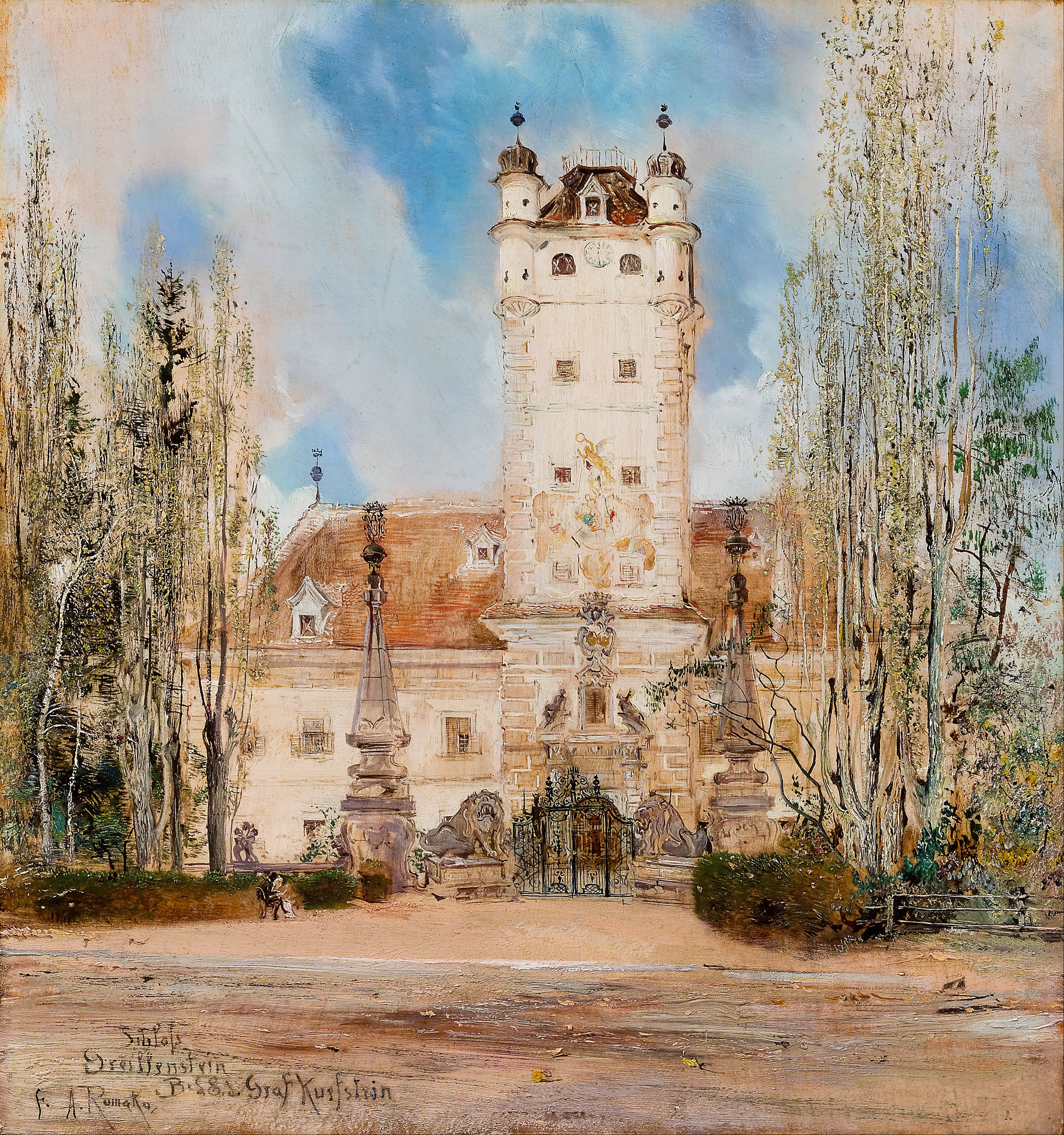
『グライレンシュタイン城（ドイツ語版）』（Schloss Greillenstein）1885-86年
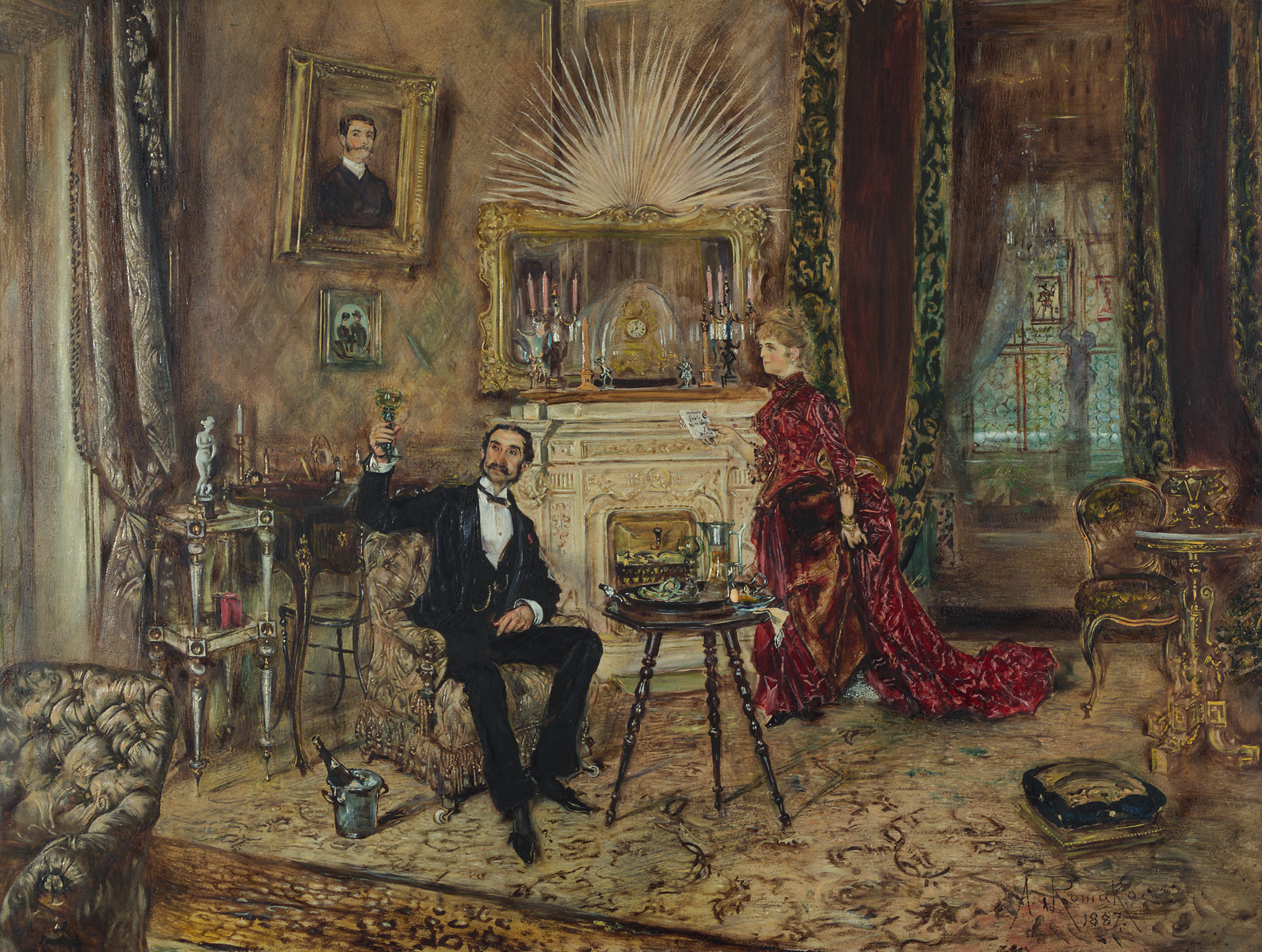
『居間で寛ぐ紳士とご婦人』（Salon Interieur）1887年